# Бенедикт XII
Бенедикт XII або Венедикт XII (лат. Benedictus; бл. 1280, Саверден — 25 квітня 1342, Авіньйон) — сто дев'яносто шостий папа Римський (20 грудня 1334—25 квітня 1342). Третій папа періоду Авіньйонського полону.

## Життєпис
Про його походження відомо небегато. Вважається, що Жак Фурньє народився у Савердені у графстві Фуа на півдні Франції в сім'ї скромного походження. Він вступив до ордену цистерціанців, навчався у Сорбонні. У 1311 році Жака призначили настоятелем монастиря Фонфруад. З того часу його освіченість і організаційні здібності стають широко відомими. У 1317 році Жак Фурньє був призначений у Пам'є, де він взяв участь у безжальному полюванні на катарів, що підняло його авторитет у церковному середовищі, проте призвело до відчуження місцевого населення.
Його зусилля в боротьбі проти катарів Монтаю докладно описані у Звіті Фурньє, який зберігається у бібліотеці Ватикану. У 1326 році Жака Фурньє було призначено єпископом Мірпуа, а через рік він отримав сан кардинала.

## Понтифікат
Бенедикта XII обрали папою 1334 року під час першого голосування конклаву. Він практично примирився з імператором Священної Римської імперії Людовиком IV.
Бенедикт XII намагався бути реформатором, боровся з показним багатством деяких орденів, проте не досяг великого успіху. Наказав побудувати папський палац в Авіньйоні. Майже весь свій час він присвятив вирішенню теологічних питань.